# 署名狂やら殺人前科事件
署名狂やら殺人前科事件（しょめいきょうやらさつじんぜんかじけん）とは、日本の国会議員選挙の候補者の殺人前科と経歴詐称（学歴詐称及び出身地詐称）を掲載した新聞記事について名誉毀損にあたるか否かが争われた民事裁判。事件名は新聞記事の見出しに大きく掲示された「署名狂やら殺人前科」に由来し、裁判所での正式な事件名は「名誉及び信用毀損による損害賠償および慰藉料請求事件」である。

## 概要
読売新聞は1955年の3月3日付朝刊の社会面記事で2月に行われた第27回衆議院議員総選挙に立候補した東京都の選挙区の候補者の問題について「署名狂やら殺人前科」という見出しで、鉄瓶や灰皿やタオルなどに大きく自らの名前を入れて地元の選挙区で配った候補（見出しの「署名狂」）である東京4区の落選候補である高木章とともに、殺人前科があり経歴詐称（学歴詐称及び出身地詐称）の疑いをもたれた東京1区の落選候補である品川司こと藤戸光秀について報じた。
読売新聞は品川について『選挙公報で専修大学経専科卒とあるが、実際には専修大学の経済専科という三ヶ月の夜間講習会を終了しただけで、専修大学専門部を卒業したかのように経専科卒と「済」の字を省略し、しかも「卒」という字句を使っているのは明らかに学歴詐称』『品川司はペンネームで戦後に養子縁組して韓国から転籍した朝鮮半島出身者で、正式の日本名は藤戸光秀となっており、選挙公報の広島県出身にも疑義がある』『1942年にホテル支配人を務めていた際、ホテル経営者の急死後の経営問題から元経営者の親族を殺害して懲役刑を受け、大赦、仮出所で数年前に被選挙権を得たばかり』と経歴詐称（学歴詐称及び出身地詐称）と殺人前科の疑いを報じていた。
その後、品川は読売新聞の記事について名誉毀損だとして、慰謝料15万円の支払いと取消謝罪文の掲載を求め、東京地裁に提訴した。殺人前科については、たとえ真実であっても記事掲載から13年も前のことであり、その後にはなんら過ちがなく、しかも選挙と無関係な過去の私事を公表することは刑事政策の本旨にも反し許されないと主張していた。
東京地裁は以下に検討した。
- 学歴詐称　- 『品川は戦前に専修大学専門部を修了したと称しているが、「専門部」を正規に卒業したことはなく、正規学生として在学したこともない』『にも関わらず、品川は選挙公報に専修大学経専科卒と掲載させた』『品川が修了した「経済専科」という教育課程は当時の専修大学に特有のもので、同大学関係者はこれとは別の課程である「専門部経済科」を「専経」と略称することが多く、「経済専科」を「経専科」と略取すれば「専門部経済科」と非常に混同しやすい』『「卒業」「卒」と「修了」は実質的には同じ意味だが、一般には大学などの全課程を終了した場合に「卒業」「卒」の語を用いる。これに対し、「経済専科」などの各種学校では、全過程を終了した場合に「修了」の語を用いて区別することが多い。経済専科の聴講を終えた者に授与する証書にも「経済専科修了」と明記されていた』『以上から品川が選挙公報に掲載させた専修大学経専科卒の表示は品川が正規に得た専修大学経済専科終了の学歴と類似しているが、むしろ一般的には「専修大学専門部経済科卒」を表示したとみることができる』
事実に合致するものと認めがたく、選挙公報の記載につき学歴詐称の疑を云々した部分の読売新聞の記事は真実である[6]。
- 出身地詐称 - 『品川は選挙公報に広島県出身と掲載させたが、そもそも「出身地」とは何か必ずしも明確ではない。一般には人の出生または生育と最も密接に結びついている土地を示すものとして使用される。本籍地と一致する事例が多いため、本籍地が直ちに出身地と同一視されることも稀ではない』『品川の出身地が広島県以外の土地にあるかどうかを含めて明らかではないが、品川の戸籍に元は朝鮮半島に本籍を有し、戦後に養子縁組で日本の戸籍に入籍した旨が記載されていることは両当事者に争いが無い』『読売新聞記事について読売新聞記者が警視庁選挙取り締まり本部、地元警察署での取材に加え、戸籍などの調査に基づき、品川の出生地が戸籍上、朝鮮半島であることなどを確かめて執筆・掲載したことは認定でき、これらの認定を覆る証拠は他にはない』
品川が朝鮮半島出身者で「広島県出身」の表示が詐称の疑いがあると記事執筆者や編集担当者が信じたことに相当の理由があったと言うべきで、仮に品川の出身地が広島県だとしても、読売新聞に対し、その責任を帰すことはできない[7]。
- 殺人前科 - 『公務員はすべて国民全体の奉仕者であり、公務員の選定・罷免は国民固有の権利である。主権者である国民は公務員またはその候補者の適否を判断するため、その人物について知る必要があり、知る権利を有する』『その判断に全く関係ない私事に関してはともかく、いやしくもその判断に関係がある限り、たとえ過去の私事についても、事実である限り限り、その公表は許されねばならない』『その具体的な限界は公務員の職務の性質と相関的に決定すべきだが、特に国会議員、その候補者については、他の一般公務員と異なり、その適否の判断には殆ど全人格的な判断を必要とする』『品川が主張する「刑事政策の本旨」の意味は必ずしも明らかではないが、刑に処されたことがあったとしても、いつまでも前科の公表を許すことは刑の執行を終えた犯罪者の処遇としてふさわしくない、という趣旨であると思われる』『このような刑事政策上の要請が公務員の選定という国民の権利に譲歩することはやむを得ない』
本件の殺人の前科は衆議院議員候補と適否の判断に関係のある事項であるから、前科に関する記事が真実である以上、公表は許される[8]。

これらを総合し、「読売新聞記事は公選による公務員の候補者である品川に関し、真実を掲載した場合、または執筆・掲載に当たりそれが真実と信じるにつき、相当の理由がある場合に該当する」と認定し、「読売新聞の公表について、新聞社に不法行為上の責任はなく、この不法行為を原因として慰謝料の支払い、取消謝罪文の掲載を求める請求は失当である」と結論付け、請求を棄却した。　
1962年3月15日、東京高裁は控訴を棄却した。1966年6月23日、最高裁は「名誉毀損については、当該行為が公共の利害に関する事実に係りもつぱら公益を図る目的に出た場合において、摘示された事実が真実であることが証明されたときは、その行為は、違法性を欠いて、不法行為にならないものというべき」として上告を棄却し、判決が確定した。